# Quận Quay, New Mexico
Quận Quay là một quận thuộc tiểu bang New Mexico, Hoa Kỳ. Quận này có diện tích 7446 km², dân số theo điều tra năm 2000 của Cục điều tra dân số Hoa Kỳ là 10.155 người 2. Quận lỵ đóng tại thành phố Tucumcari6.

## Địa lý
Theo Cục điều tra dân số Hoa Kỳ, quận có diện tích 7446 km2, trong đó có 18 km2 là diện tích mặt nước.

### Các quận giáp ranh
- Quận Union, New Mexico - bắc
- Quận Harding, New Mexico - tây bắc
- Quận San Miguel, New Mexico - tây
- Quận Guadalupe, New Mexico - tây
- Quận De Baca, New Mexico - tây nam
- Quận Roosevelt, New Mexico - nam
- Quận Curry, New Mexico - nam
- Quận Deaf Smith, Texas - tây nam
- Quận Oldham, Texas - đông
- Quận Hartley, Texas - đông bắc